# Jay Mohr

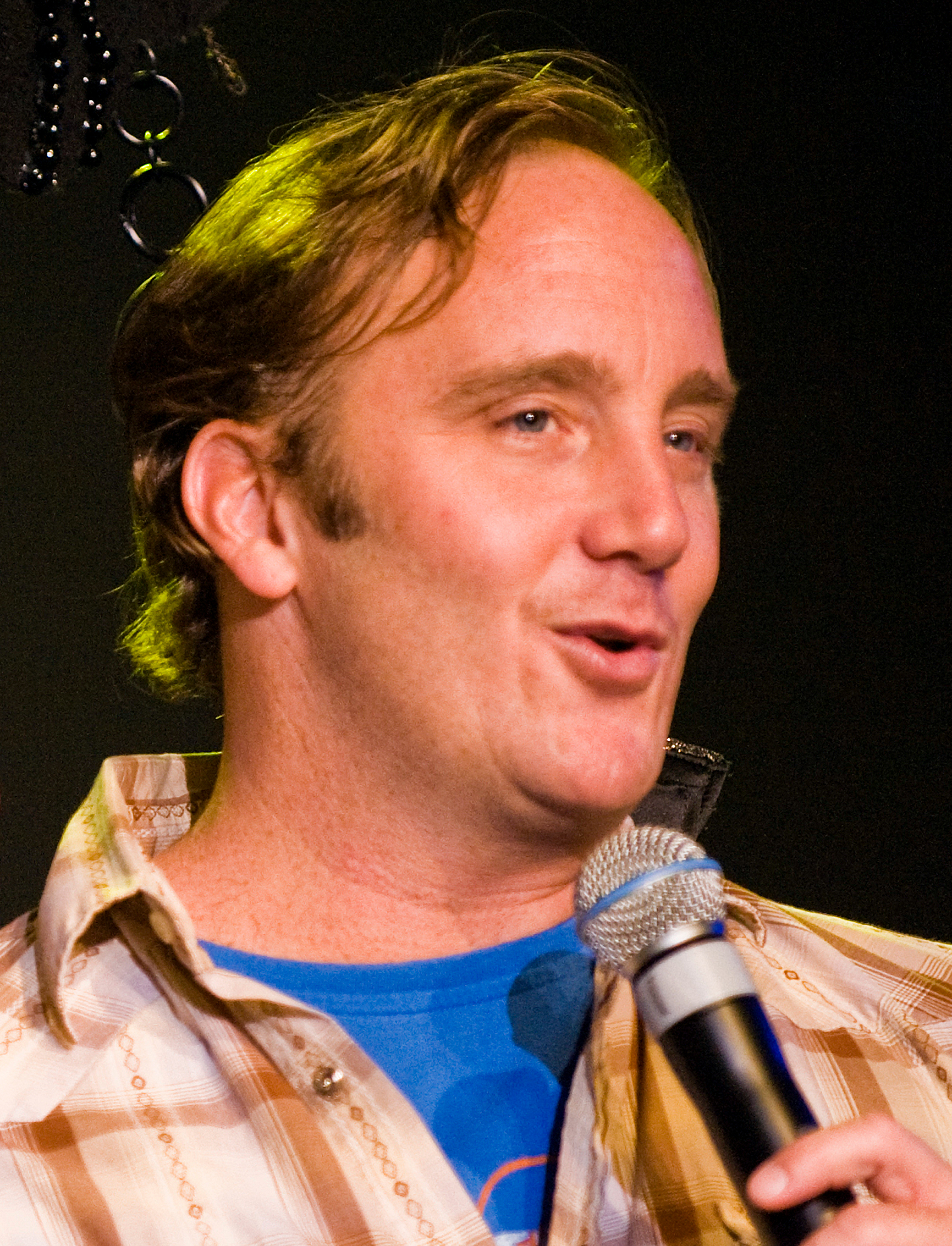
Jay Mohr (2009)

Jay Mohr (* 23. August 1970 in Verona, New Jersey) ist ein US-amerikanischer Schauspieler und Komiker.

## Leben
Mohr trat zuerst in den Fernsehserien ABC TGIF und Camp Wilder und in den Jahren 1993 bis 1995 in der Comedy-Show Saturday Night Live auf. Er war für Saturday Night Live außerdem als Drehbuchautor tätig; im Jahr 2004 veröffentlichte er über seine Erlebnisse in dieser Zeit ein Buch. Seit dem Jahr 2003 produziert er die Show Last Comic Standing. Im Jahr 2004 trat er als Gast in der The Jim Rome Show auf, wo er mit kontroversen Bemerkungen über Muhammad Ali und Ronald Reagan viel Aufsehen erregte. Außerdem hatte er einen Gastauftritt in der Comedy-Serie Scrubs – Die Anfänger als Doktor Peter Fisher.
In dem Film Jerry Maguire – Spiel des Lebens spielte Mohr 1996 neben Tom Cruise und Renée Zellweger, 1997 in dem Film Der gebuchte Mann neben Jennifer Aniston und Kevin Bacon und 2000 in dem Film Das Glücksprinzip neben Kevin Spacey und Helen Hunt.
2013 übernahm Mohr eine tägliche Talkshow auf Fox Sports Radio mit dem Titel Jay Mohr Sports. Fox Sport Radio wurde über den größten Hörfunksyndication-Anbieter Premiere Networks (iHeart Media) vertrieben und konnte über viele Internetplattformen und lokalen Sender gehört werden. Ende Januar 2017 erklärte Mohr, er finde durch seine Auftritte als Komiker und Schauspieler keine Zeit mehr für die tägliche Radioshow und werde diese daher beenden.
Mohr war von 1998 bis 2004 mit der Schauspielerin Nicole Chamberlain verheiratet, mit der er einen Sohn hat. Seit Anfang 2006 war Mohr mit der Schauspielerin Nikki Cox verlobt, die er am 29. Dezember 2006 in Los Angeles heiratete und mit der er einen weiteren Sohn hat, der am 5. Mai 2011 geboren wurde. 2016 reichte Mohr die Scheidung ein, welche zwei Jahre später rechtskräftig wurde.
Derzeit ist Mohr der Host des offiziellen Podcasts der Los Angeles Lakers (America’s Lakers Podcast).

## Filmografie (Auswahl)
- 1992: ABC TGIF (Fernsehserie, 4 Folgen)
- 1993–1995: Saturday Night Live (Comedyserie, Stammbesetzung)
- 1996: Mein Partner mit der heißen Braut (For Better or Worse)
- 1996: Jerry Maguire – Spiel des Lebens (Jerry Maguire)
- 1997: Der gebuchte Mann (Picture Perfect)
- 1997: Suicide Kings
- 1998: Small Soldiers
- 1998: Paulie – Ein Plappermaul macht seinen Weg (Paulie)
- 1998: Mafia! – Eine Nudel macht noch keine Spaghetti! (Jane Austen’s Mafia!)
- 1998: Leben und lieben in L.A. (Playing by Heart)
- 1999: Action (Fernsehserie, 13 Folgen)
- 1999: Go!
- 1999: Eine Nacht in New York (200 Cigarettes)
- 2000: Sex oder stirb (Cherry Falls)
- 2000: Das Glücksprinzip (Pay It Forward)
- 2001: Black River
- 2002: S1m0ne
- 2002: Pluto Nash – Im Kampf gegen die Mondmafia (The Adventures of Pluto Nash)
- 2003: Fastlane (Fernsehserie, 4 Folgen)
- 2003: Scrubs – Die Anfänger (Scrubs, Fernsehserie, 1 Folge)
- 2003: CSI: Miami (Folge 2x05 Die Todes-Bar)
- 2004: Lust auf Seitensprünge (Seeing Other People)
- 2005: Sind wir schon da? (Are We There Yet?)
- 2005: Wer entführt Mr. King? (King’s Ransom)
- 2006: Tödlicher Einsatz (Even Money)
- 2006: The Groomsmen
- 2006: Lonely Street
- 2006–2008: Ghost Whisperer – Stimmen aus dem Jenseits (Ghost Whisperer, Fernsehserie, 33 Folgen)
- 2008: Street Kings
- 2008–2010: Gary Unmarried (Fernsehserie, 37 Folgen)
- 2009: Monk (Fernsehserie, Folge Mr. Monk Takes the Stand)
- 2010: Hereafter – Das Leben danach (Hereafter)
- 2011: Criminal Intent – Verbrechen im Visier (Fernsehserie, Folge Rispetto)
- 2011–2013: Suburgatory (Fernsehserie, 5 Folgen)
- 2013: Der unglaubliche Burt Wonderstone (The Incredible Burt Wonderstone)
- 2014: Dumbbells
- 2015: Road Hard
- 2017–2019: American Housewife (Fernsehserie, 2 Folgen)
- 2018: The Mick (Fernsehserie, 2 Folgen)
- 2018: All About Nina